# Great South Bay
Pour les articles homonymes, voir South Bay.
Great South Bay (en français : « Grande baie sud ») est une lagune des États-Unis située au sud de l'île de Long Island. Longue de plus de 70 kilomètres et large de 10 maximum, elle se trouve entre celle-ci et Fire Island et Jones Beach Island, qui la séparent de l'Océan Atlantique.

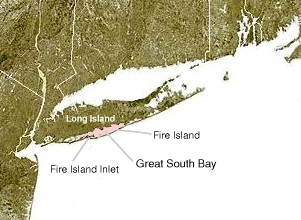
Carte de Long Island avec Great South Bay en rose.

La lagune est traversée par la Robert Moses Causeway (en), chaussée construite sur un banc de terre au-dessus de l'eau, à laquelle sont associés le Great South Bay Bridge (en) et le Fire Island Inlet Bridge (en), qui relie Long Island à Fire Island.